# Лебедев, Валериан Алексеевич
Валериа́н Алексе́евич Ле́бедев (род. 12 августа 1953, Кустанай) — советский и российский учёный-правовед, доктор юридических наук (2000), профессор кафедры конституционного и муниципального права Московского государственного юридического университета им О. Е. Кутафина.
Академик РАЕН (с 1999), действительный член Российской академии юридических наук (с 2005).

## Биография
Родился 12 августа 1953 года в Кустанае (ныне Казахстан). Поступил в Карагандинскую высшую школу МВД СССР, которую окончил в 1974 году, а в 1983 году окончил аспирантуру МГУ.
С 1983 по 1989 год работал в Кустанайском пединституте: год — старшим преподавателем кафедры политэкономии, с 1984 по 1986 год — старшим преподавателем кафедры марксистско-ленинской философии, в 1986—1989 годах — доцент кафедры философии.
В 1989—1994 годах работал директором Северо-Восточного управления Казахстанского республиканского центра «Знание — прогресс».
В 1994—1996 годах — доцент, заведующий кафедрой теории государства и права Кустанайского государственного университета.
В 1996 году переехал в Челябинск, где работал в Челябинском госуниверситете профессором, заведующим кафедрой теории государства и права, с февраля 2001 по август 2012 года — деканом юридического факультета. Параллельно работает на кафедре «Теория государства и права, конституционное и административное право» в ЮУрГУ.
С августа 2012 года — профессор кафедры конституционного и муниципального права Московского государственного юридического университета им О. Е. Кутафина.

## Научная деятельность
В 1983 году защитил диссертацию на соискание степени кандидата юридических наук; в 2000 году — докторскую диссертацию («Проблемы организации и деятельности законодательной и исполнительной власти в субъектах Российской Федерации»).
Сфера научных интересов — проблемы организации и деятельности законодательной и исполнительной власти субъектов РФ, защита конституционных прав и свобод человека и гражданина, совершенствование правового статуса политических партий и законодательства о проведении выборов в органы государственной власти и местного самоуправления.
Научный руководитель 72 кандидатов и 1 доктора юридических наук.
Автор и соавтор около 200 научных публикаций.

### Избранные труды
- Лебедев В. А., Киреев В. В. Независимость публичной власти: проблемы и решения // Проблемы права. — 2010. — № 3. — С. 8—12.
- Лебедев В. А. Конституционный строй − основа конституционного устройства России // Проблемы права. — 2011. — № 4. — С. 8—22.
- Лебедев В. А. Конституционно-правовой статус субъектов Российской Федерации // Вестник Челябинского государственного университета. — 2012. — № 1. — С. 5—12.
- Лебедев В. А., Киреев В. В. Главное − конституционализм! (Пути развития российской демократии) // Конституционное и муниципальное право. — 2012. — № 2. — С. 2—8.
- Лебедев В. А. Конституционно-правовой статус Российской Федерации // Проблемы права. — 2012. — № 2. — С. 8—14.
- Лебедев В. А. Становление системы органов законодательной и исполнительной власти в субъектах Российской Федерации // Проблемы права. — 2013. — № 3. — С. 161—173.
- Лебедев В. А. Законотворческие полномочия субъектов Российской Федерации и особенности их проявления в современных условиях // Проблемы права. — 2013. — № 5. — С. 9—24.
- Лебедев В. А. Система исполнительных органов государственной власти субъектов Российской Федерации // Проблемы права. — 2014. — № 1. — С. 9—21.
- Лебедев В. А. Особенности формирования органов законодательной власти в субъектах Российской Федерации // Проблемы права. — 2014. — № 2. — С. 16—29.
- Лебедев В. А. Законотворческие полномочия субъектов Российской Федерации // Конституционное и муниципальное право. — 2014. — № 8. — С. 47—51.

## Признание и награды

### Звания
- Заслуженный деятель науки Российской Федерации (2007)[5][6]
- Заслуженный юрист РФ (2004)[1]
- Почётный работник высшего профессионального образования РФ (2011)

### Награды
- Почётный знак Уполномоченного по правам человека в России «За защиту прав человека» за вклад в просвещение и образование по вопросам прав человека (2002)
- Медаль «В память 200-летия Минюста России» за подготовку юридических кадров (2003)
- Грамота губернатора Челябинской области за многолетнюю плодотворную научно-педагогическую деятельность (2006)
- Почётная грамота комитета Совета Федерации Федерального Собрания РФ (2011)
- Благодарственное письмо Законодательного Собрания Челябинской области за заслуги в области образования (2011)
- Благодарственное письмо губернатора Челябинской области (2014)
- Дипломы лауреата Всероссийского конкурса на лучшую научную книгу года по юридическим наукам (2008, 2009, 2011, 2015, 2016)
- Диплом победителя Всероссийского конкурса на лучшую научную книгу по юридическим наукам (2013)
- Региональная юридическая премия «Юрист года-2015» в номинации «Развитие законодательства» (2015)[1]